# Хронология вторжения России на Украину (сентябрь 2022)
Данная статья является частью хронологии широкомасштабного вторжения РФ на Украину и описывает события, произошедшие в сентябре 2022 года.

## Сентябрь

### 1 сентября

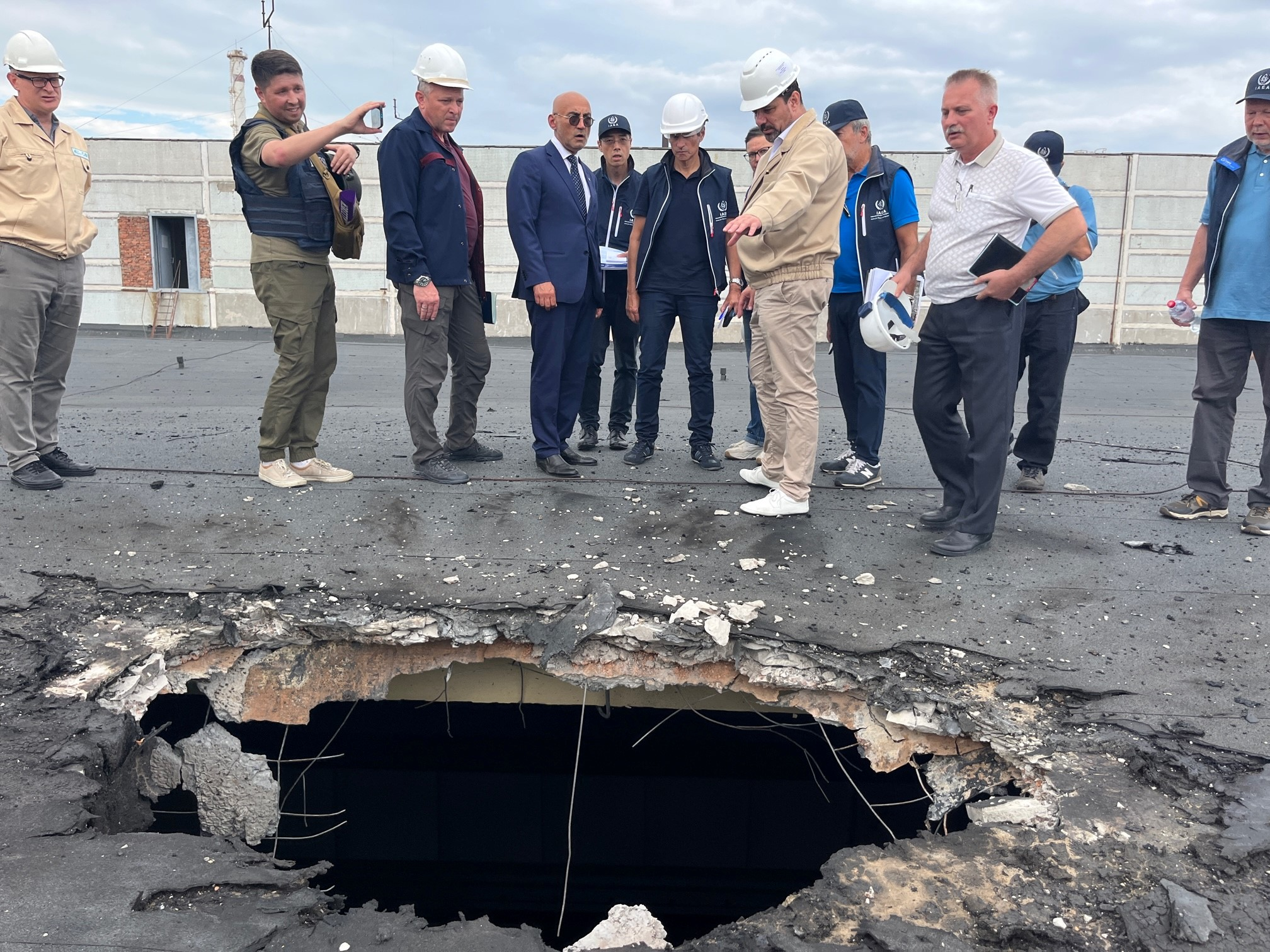
Инспекторы МАГАТЭ на Запорожской АЭС

На Запорожскую АЭС прибыли инспекторы МАГАТЭ во главе с Рафаэлем Гросси.

### 4 сентября
Запорожская АЭС отключена от основной линии электропередачи, работает только резервная линия, которая подает электроэнергию в сеть. Только один из шести реакторов остается в рабочем состоянии (за день до этого, в результате непрерывных обстрелов в 19:35 был отключён от сети энергоблок № 5). По предположению Министерства обороны России отключение АЭС представляет собой попытку Украины вернуть завод.

### 6 сентября
Украинские войска начали контрнаступление в Харьковской области. Велись бои в районе города Балаклея.

### 7 сентября
Украинские силы на юго-востоке Харьковской области продвинулись по меньшей мере на 20 км вглубь удерживаемой Россией территории в сторону Купянска и Изюма, отвоевав около 400 квадратных километров.

### 8 сентября
Украинские войска продвинулись на 50 км вглубь российских оборонительных позиций к северу от Изюма. Украина восстановила контроль над Балаклеей.

### 9 сентября
Украинские войска продвинулись к окраинам города Купянск.

### 10 сентября
Украинские войска взяли под контроль западную половину Купянска и продвинулись к Лиману Донецкой области.

### 11 сентября

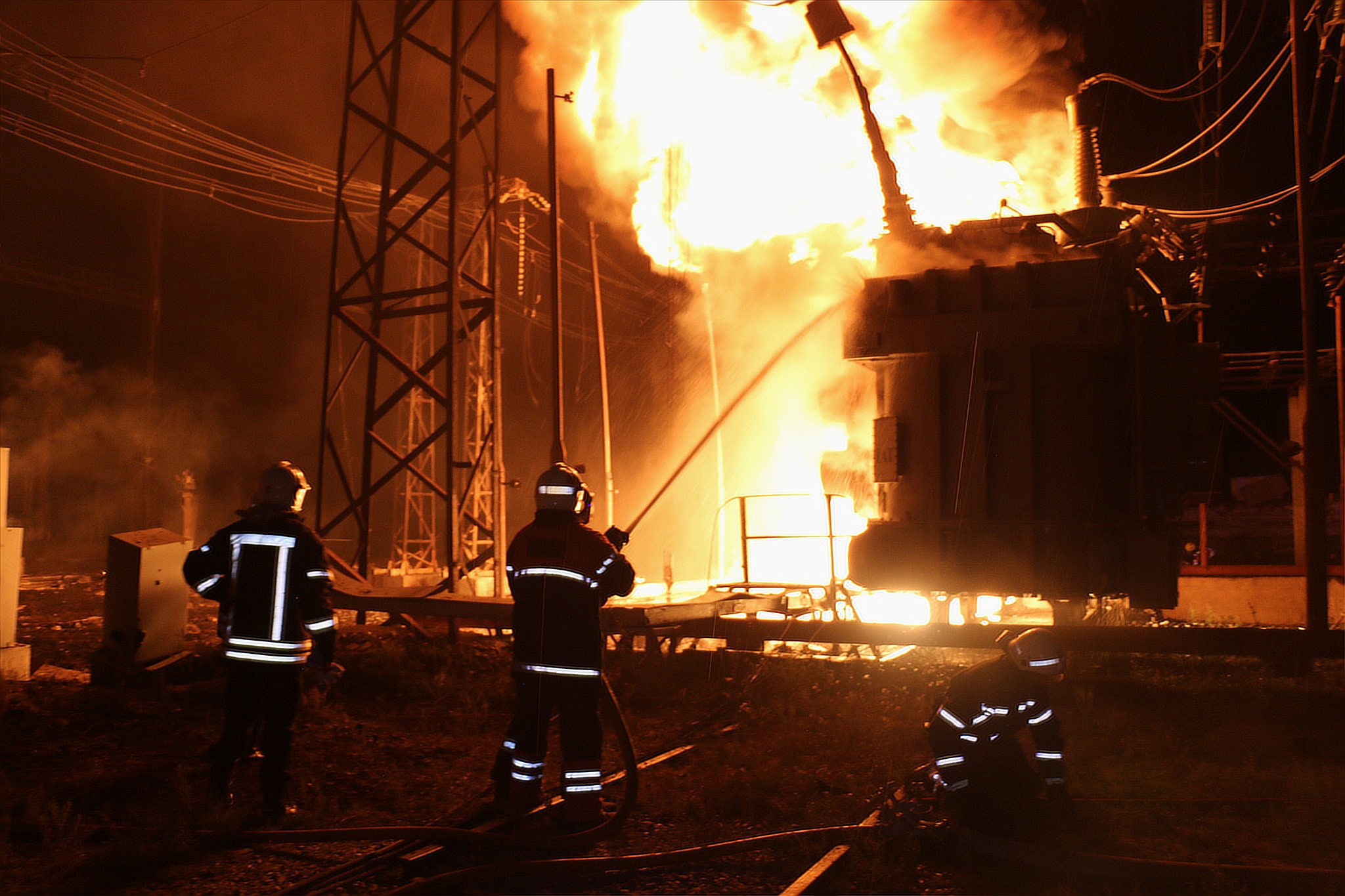
Результаты обстрела объекта энергетической инфраструктуры в Харьковской области

Войска РФ почти полностью ушли из Харьковской области. Главнокомандующий Вооружёнными силами Украины Валерий Залужный заявил, что с начала сентября украинские войска отвоевали более 3000 км2. Вследствие этого, по данным Meduza, российские власти отложили на неопределённый срок референдумы о присоединении к России ДНР, ЛНР и оккупированных территорий Запорожской, Харьковской и Херсонской областей.
Российская армия нанесла удары по энергетической инфраструктуре Украины. По словам Владимира Зеленского, полностью обесточена Харьковская и Донецкая области, частично — Запорожская, Днепропетровская и Сумская. Запорожская АЭС полностью остановлена.

### 13 сентября
Президент РФ Путин впервые с весны поговорил по телефону с канцлером ФРГ Шольцем.
ВСУ утверждают, что впервые сбили ударный беспилотник, закупленный Россией в Иране.
Институт изучения войны пишет, что российские войска покинули Киселёвку — стратегически важный пункт в Херсонской области.

### 14 сентября

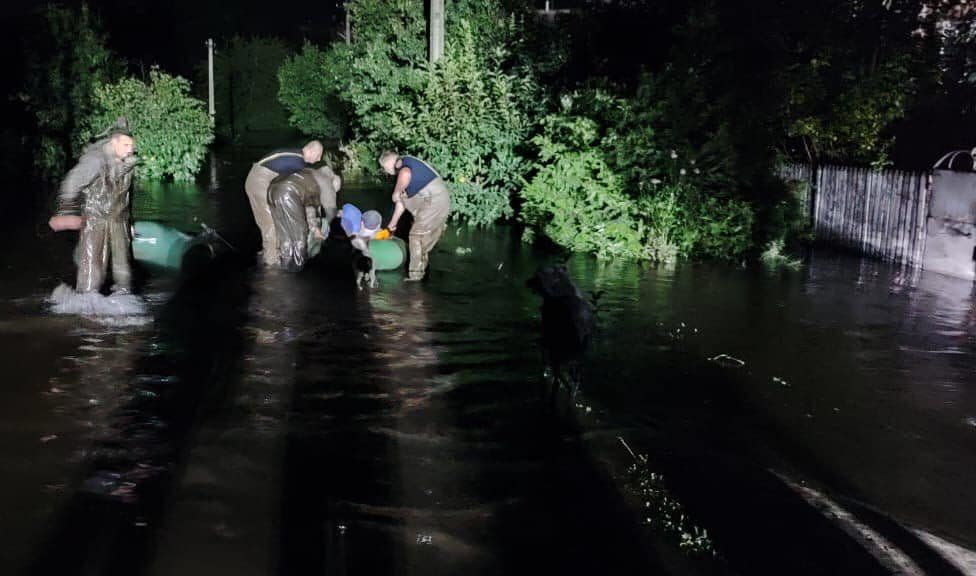
Наводнение после ракетных ударов по дамбе Карачуновского водохранилища возле Кривого Рога

Российские военные выпустили восемь крылатых ракет по гидротехническим сооружениям в Кривом Роге, заявили в Офисе президента Украины. В результате вышла из берегов река Ингулец.
Владимир Зеленский посетил Изюм — один из городов Харьковской области, освобожденных в ходе успешного контрнаступления ВСУ.

### 15 сентября
В Изюме после отступления российской армии нашли массовое захоронение. В украинской полиции заявили, что там более 400 могил.
Власти Кривого Рога сообщили о новом обстреле гидротехнических сооружений в городе, о российских ударах по объектам инфраструктуры также заявил глава Кировоградской области.
Глава Еврокомиссии Урсула фон дер Ляйен приехала в Киев.

### 16 сентября

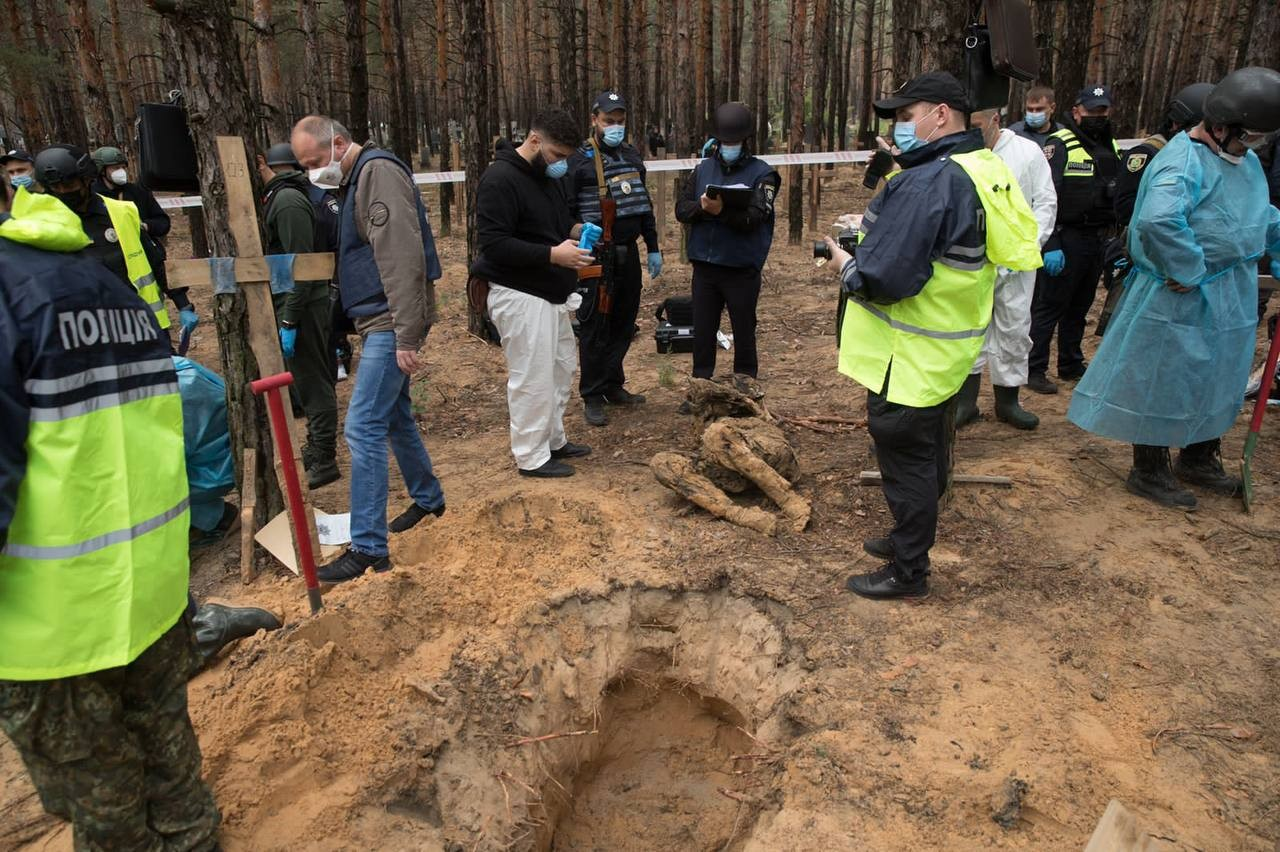
Эксгумация тел в Изюме

На месте массового захоронения в Изюме началась эксгумация тел. Власти Украины заявили, что среди погибших есть дети, военные, а также люди, которых пытали. В город отправится мониторинговая миссия ООН по правам человека в Украине.
В Бердянске, занятом российскими войсками, убиты замглавы оккупационной администрации по ЖКХ и его супруга, глава городского избиркома; в Луганске в результате взрыва погиб генпрокурор самопровозглашенной ЛНР Сергей Горенко. В оккупированном Херсоне также заявили о ракетном ударе ВСУ по зданию администрации, в результате которого погибли три человека.

### 19 сентября
Российским ракетным ударом повреждены здания Южно-Украинской АЭС, а также близлежащая ГЭС и линии электропередач. Реакторы не пострадали.

### 21 сентября
В России объявлена мобилизация.
В ночь на 22 сентября состоялся обмен пленными между Украиной и Россией, в ходе которого Киев вернул 215 украинских военных, включая более ста участников обороны «Азовстали», а Москва получила 55 российских военных и пророссийского политика Украины Виктора Медведчука.

### 23 сентября
Начало проведения референдумов об аннексии ЛНР, ДНР, Херсонской ВГА и Запорожской ВГА Россией.

### 25 сентября

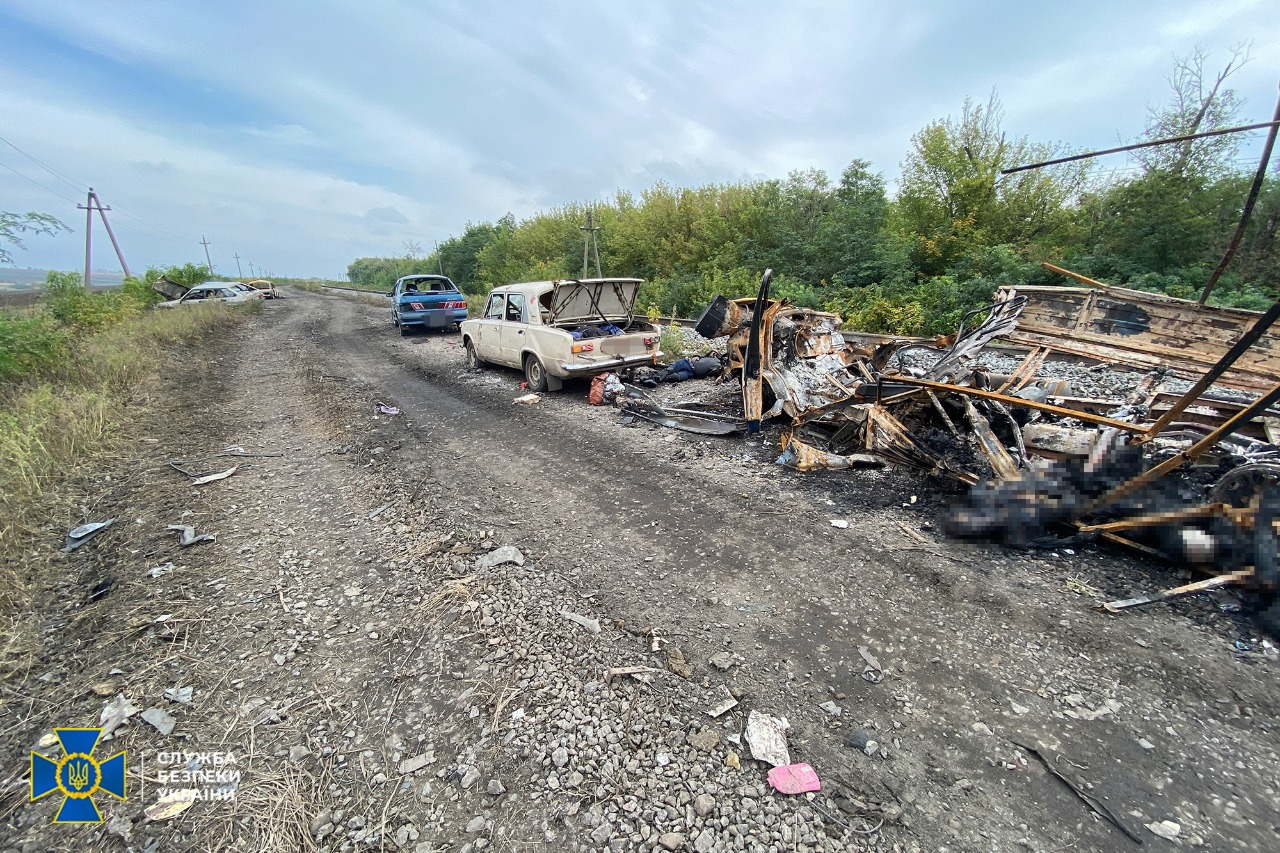
Остатки гражданской колонны под Купянском

Обстрел гражданской колонны из семи машин под Купянском (Харьковская область). Погибли 26 человек, в том числе 13 детей и беременная женщина.

### 28 сентября
В Ростове начали распространять инструкцию «Как вести себя при обстреле».

### 30 сентября

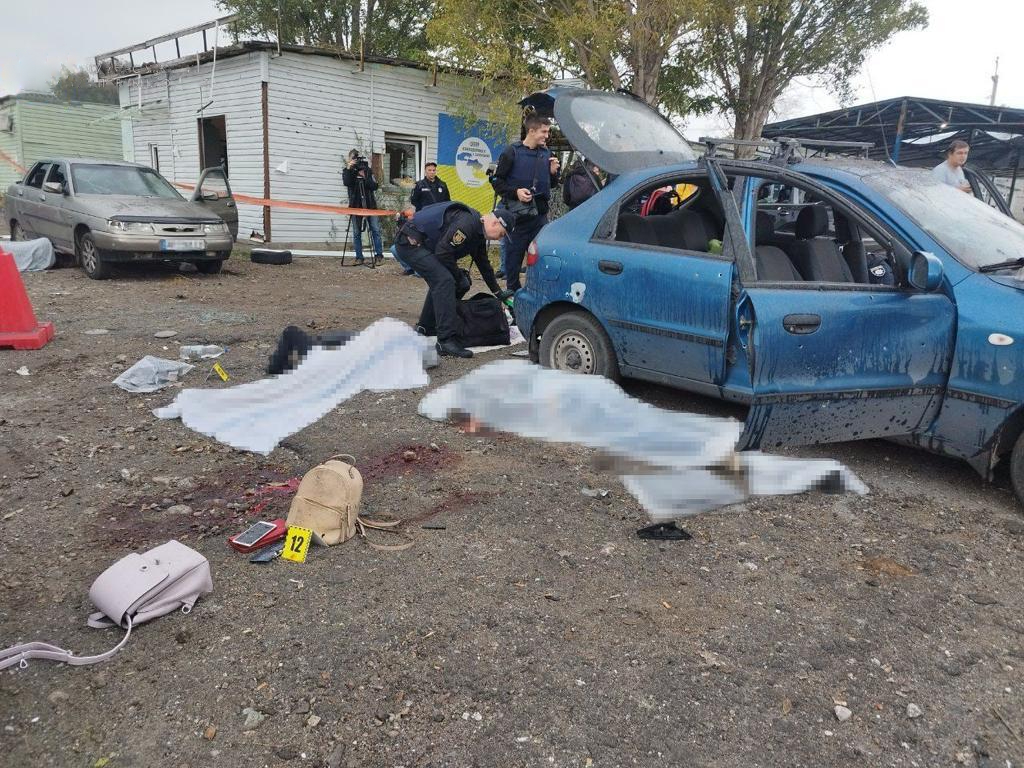
Результаты ракетного удара по гуманитарной колонне в Запорожье

Утром российские войска нанесли удар из ЗРК С-300 по окраинам Запорожья и попали по гуманитарной колонне. Погибло не менее 30 человек, ранены 88. Власти Запорожской области объявили 1 октября траур.
Владимир Путин подписал с главами ДНР, ЛНР и российских оккупационных администраций Херсонской и Запорожской областей договоры об аннексии этих территорий Россией. После этого ряд стран объявил о новых санкциях в отношении РФ. Владимир Зеленский объявил о подаче заявки на вступление Украины в НАТО.